# Alphonse François
Pour les articles homonymes, voir François.
Louis Alphonse François, né le 20 août 1814 à Paris et mort dans cette même ville le 7 juillet 1888, est un graveur français.

## Biographie
Alphonse François est le fils de Rémy Jean François et Catherine Émilie Bailly. Lui et son frère aîné Charles-Rémy-Jules (dit Jules) François (1809 - Bruxelles, 1861), se sont formés à l'école de Louis-Pierre Henriquel-Dupont. Avec beaucoup de délicatesse et d'élégance, il réalise un grand nombre de gravures à partir des toiles de peintres français contemporains ou d'artistes italiens plus anciens. Il est, avec son frère, l'un des graveurs de Paul Delaroche, ainsi que de Goupil & Cie. Il épouse Eugénie Couillard. Il est mort chez lui, Rue de l'Estrapade à l'âge de 73 ans.

## Œuvre
On compte parmi ses œuvres principales :
- Bonaparte franchissant les Alpes,
- Marie-Antoinette au Tribunal révolutionnaire et
- Le jeune Pic de la Mirandole apprenant à lire avec sa mère, d'après Paul Delaroche ;
- La Vision d'Ézéchiel, d'après Raphaël ;
- La Tentation du Christ,
- Mignon et son père et
- Mignon dans l'église, d'après Ary Scheffer ;
- L'Épouse du roi Candaule, d'après Jean-Léon Gérome ;
- Le Couronnement de la Vierge Marie de l'oratoire de Saint-Jacques le Majeur à Fiesole, gravure qui lui valut la médaille d'honneur en 1867.

Alphonse François a été promu officier de la Légion d'honneur en juillet 1867 et devient membre de l'Institut de France en 1873.